# Carlo Barbera
Carlo Barbera (Partanna, 1º agosto 1932 – Trapani, 6 agosto 2000) è stato un politico italiano.

## Biografia
Nacque in una famiglia di ferventi cattolici, secondo di quattro figli. Adolescente si trasferì a Palermo per motivi di studio, dove si avvicinò al movimento operaio socialista. In quegli anni l'azienda di famiglia subì un incendio doloso che li portò al dissesto economico. Laureatosi nel 1955 in giurisprudenza presso l'Università degli Studi di Palermo col massimo dei voti, intraprese la carriera di funzionario regionale.
In quegli anni conobbe il senatore Ludovico Corrao che lo avvicinò alla politica attiva. Iscrittosi nelle liste dell'Unione Siciliana Cristiano Sociale, venne eletto nel 1960 nel consiglio comunale di Trapani, dove rimase in carica fino al 1985. Alla dissoluzione del partito nel 1963, aderì al Partito Socialista, dove nel 1978 entrò a far parte del direttivo nazionale.
Nel 1980 venne eletto sindaco di Trapani, carica che mantenne fino al 1981. Non si ripresentò alle elezioni amministrative del 1985 e si trasferì a San Vito Lo Capo. Nel 1993 divenne sindaco del comune, il cui consiglio venne sciolto nel febbraio dell'anno successivo con decreto regionale. Ripresentatosi alle elezioni con una lista civica, venne riconfermato nel luglio dello stesso anno dagli elettori.
Impegnato nella lotta contro la mafia, subì nel dicembre del 1995 un attentato intimidatorio che distrusse la sua abitazione.